# Амјен
Амјен (фр. Amiens) град је у Француској, главни град региона Пикардија и департмана Сома. По подацима из 2006. године број становника у месту је био 136.105.
Кроз Амјен протиче пловна река Сома.

## Историја
Палеолитска акеулејска култура је добила име по свом првом налазишту Сент Акеулу у предграђу Амјена. За време Римског царства град се звао Самаробрива (Samarobriva), и био је главно насеље галског племена Амбијани. По предању се верује да је Свети Мартин од Тура пред капијом Амјена поделио свој огртач са голим просјаком (Исусом Христом).
Касније, Амјен постаје главни град Пикардије.
Готичка Катедрала у Амијену из 13. века припада УНЕСКО-вој листи светске културне баштине. То је највиша од великих средњовековних готичких катедрала. Пожар је уништио ранију грађевину, а садашња је изграђена од 1220—1247. У историји уметности, ова катедрала је позната по лепоти декоративне фасаде и по јединству архитектонског плана.

## Демографија
| 1962.   | 1968.   | 1975.   | 1982.   | 1990.   | 1999.   | 2006.   | 2011.   |
| ------- | ------- | ------- | ------- | ------- | ------- | ------- | ------- |
| 105.433 | 117.888 | 131.476 | 131.332 | 131.872 | 135.501 | 136.105 | 133.327 |

## Партнерски градови
- Дортмунд
- Герлиц
- Талса
- Дарлингтон
- Берген